# Honky Tonk Train Blues
Der Honky Tonk Train Blues (manchmal auch nur Honky Tonk Train) ist eine Komposition von Meade Lux Lewis, die 1929 veröffentlicht wurde, und erlangte legendäre Berühmtheit. Es ist neben  Pine Top Smith’ Pine Top’s Boogie Woogie einer der bekanntesten Standards des Boogie-Woogie.
Meade Lux Lewis schuf mit diesem Stück Programmmusik eine impressionistische musikalische Beschreibung eines Zuges bzw. der Fahrt eines Zuges. Ursprünglich war das Stück sehr vielschichtig aufgebaut: Axel Zwingenberger zählt schwierige „Drei-Gegen-Vier-Rhythmen, chromatische Clusterakkorde und ungewöhnliche Bassharmonien“ auf, die eine ganz neue Klangsprache erzeugt hätten. Auch das Konzept der durchgehend beschreibenden Komposition sei für die zeitgenössische Blues- und Jazzmusik, die eher als Gebrauchsmusik zum Tanzen verstanden worden sei, ungewöhnlich und erinnere eher an klassische Musik.

## Geschichte
Meade Lux Lewis’ Familie lebte in Chicago direkt neben einer Bahnstrecke, und Lewis ließ sich immer wieder neu von den Eisenbahngeräuschen inspirieren, bis er Ende 1927 seine Komposition zum ersten Mal aufnahm. Er hatte zunächst an den Titel „Freight Train“ gedacht, doch der Toningenieur der Paramount schlug einen anderen Titel vor, weil ihn das Stück an Honky-Tonk-Musik erinnerte. Nach dem Einspielen blieb die Aufnahme noch zwei Jahre lang unveröffentlicht, bis sie 1929 auf einer Platte herausgebracht wurde, auf deren andere Seite ein Piano-Solo des Musikers Charles Avery (1892–1974) gepresst wurde. Während der Weltwirtschaftskrise ging die Plattenfirma in Konkurs. Meade Lux Lewis verdiente sein Geld zeitweise mit Autowaschen und mit Auftritten außerhalb Chicagos. Als der Jazzimpresario John Hammond eine Kopie der Platte in die Hände bekam, machte er sich auf die Suche nach dem Komponisten. Er fand ihn 1935 mit Hilfe von Albert Ammons, der mit Meade Lux Lewis zur Schule gegangen war. 1938 machte er Meade Lux Lewis durch Auftritte mit Ammons, Pete Johnson und Big Joe Turner bekannt. Ab dieser Zeit galt der Honky Tonk Train Blues, wie Zwingenberger schreibt, als „Boogiefanfare schlechthin“ und als Lewis’ Shownummer. Nach diversen anderen Aufnahmen des Stücks in den 1930er-Jahren spielte Lewis den Honky Tonk Train Blues 1941 bei Blue Note Records auf einer 30-cm-Schellackplatte ein, die mit ihrer längeren Spielzeit mehr Improvisationen erlaubte als die bisherigen Platten. 
Die ausgereifte Form des Stückes bestand um die Mitte der 1930er-Jahre aus acht bis neun Chorus-Teilen, denen ein improvisierter Teil folgte. Die Schlusssequenz, in der der Zug zum Halten kommt, war dann wieder fest komponiert. Spielte Meade Lux Lewis den Honky Tonk Train Blues live, so dauerte das Stück angeblich manchmal zwanzig Minuten und länger. 
1938 arrangierte Bob Crosby das Stück für Orchester und nahm es mit seinem Pianisten Bob Zurke auf. Es folgte eine Notenausgabe, die sich weitgehend an Crosbys Arrangement anlehnte. Die Pianoparts in dieser Ausgabe waren gegenüber dem Original großenteils stark vereinfacht. Jedem Chorus war dafür ein Hinweis beigegeben, welche Phase der Zugfahrt – etwa das Überfahren einer Brücke – darin geschildert wurde. Es ist aber unklar, ob diese Angaben auf Meade Lux Lewis oder auf eine andere Person zurückgehen. Die Orchesterversion wurde unter anderem auch von Claude Bolling (1968), The World’s Greatest Jazz Band (1969) und Keith Emerson (1976) aufgenommen; die Version von Emerson kam in Großbritannien in die Charts.
Weil zahlreiche Pianisten sich ebenfalls an dem Stück versuchten, beschleunigte Meade Lux Lewis seine eigene Interpretation des Honky Tonk Train Blues immer mehr. Die ursprüngliche rhythmische Vielschichtigkeit ging dabei bald nach 1940 weitgehend verloren. Axel Zwingenberger, der das Stück 1976 aufnahm, versuchte den Originalstil des Honky Tonk Train Blues wiederzubeleben, ohne dabei auf eigene Elemente zu verzichten. Die Blue-Note-Version war, nachdem er die einzelnen Lewis-Einspielungen und zahlreiche Coverversionen miteinander verglichen hatte, sein wichtigstes Vorbild. Weitere Versionen stammen etwa von Marty Paich (1960), Will Bradley & Johnny Guarnieri (1960), Rob Agerbeek (1971) oder Björn J:son Lindh (1974).